# Nyugat

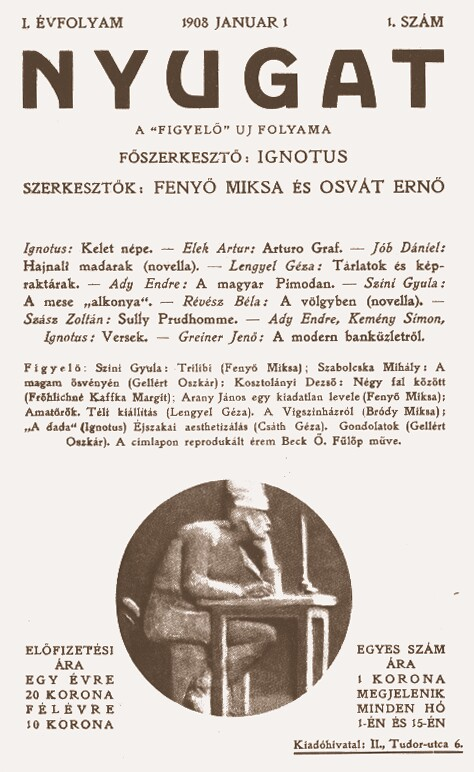
Portada del primer número de Nyugat

Nyugat ("Occidente") fue la revista decisiva de la literatura húngara del siglo XX.
Se publicó en Budapest entre el 1 de enero de 1908 y el 1 de agosto de 1941.
Su primer número no se publicó como dice su portada el 1 de enero de 1907 sino en la Navidad de 1907.
La revista cerró con la muerte de Mihály Babits.
En la portada puede verse la medalla conmemorativa de Kelemen Mikes de Beck Ö. Fülöp.
Fue una revista muy influyente a pesar de sus pequeñas tiradas (unos cientos al principio, más tarde unos miles de ejemplares)
La serie completa original puede encontrarse sólo en algunos sitios, pero desde el 2000 todo el mundo puede accederse a la versión digitalizada aquí 
Su fin era la elevación de la literatura húngara al nivel occidental, oponiéndose así a la literatura de un país semifeudal hundido en el epigonismo.
Ayudó asimismo a consolidar las nuevas tendencias estilísticas de fin del siglo XIX, así como los recientes esfuerzos de la moderna literatura occidental.
Tropezó con una gigantesca oposición de la parte conservadora — veían en ella un peligro nacional — pero sus ilustres representante pudieron protegerla, sobreviviendo incluso a la Primera Guerra Mundial
Intento, sin embargo, mantenerse alejada de los movimientos vanguardistas, representados estos por las revistas de Lajos Kassák Tett (1915-1916) y Ma (1916-1925).

## Historia

### Fundación
Muchos piensan sobre Nyugat que se creó sin precedentes y elevó de nuevo la literatura húngara al nivel literario mundial.
Sin embargo el cambio de siglo podía presumir de una vida cultural realmente rica.
Las aspiraciones de la Escuela Popular Nacional no eran dictatoriales, la poesía de János Vajda y Gyula Reviczky apuntaban al simbolismo de Endre Ady.
El tomo de 1906 de Endre Ady Új versek (Nuevos poemas) produjo un gran eco, y pronto publicaron su antología Holnap (Mañana)
Estos fueron los precedentes directos de Nyugat.
Posteriormente escribió Miksa Fenyő sobre la fundación:

Nyugat no se creó en el vació, es decir quien desee escribir su historia, no puede empezar con que entonces y entonces se reunieron en la cafetería Royal Ernő Osvát y Miksa Fenyő y con el segundo café — el tercero para Osvát — decidieron fundar una revista. No. Los historiadores deben ir más allá y describirlos al fin del pasado siglo, así como las relaciones sociales, culturales y políticas existentes a principios de siglo que determinaron la creación de Nyugat, incluso si esta imagen no se perfiló claramente delante de los fundadores de Nyugat.

Se ganaron para la nueva revista Ernő Osvát, Ignotus, Aladár Schöpflin, Miksa Fenyő, Zoltán Ambrus y posteriormente Lajos Hatvany quienes ya eran conocidos editores, críticos, expertos de arte.
Hatvány procuró los medios económicos. 
El programa inicial se movía entre el carácter húngaro de Ady, el culto a la calidad de Osvát y la idea de libertad creadora de Ignotus.
Al campamento de redactores se incorporó ya desde el comienzo Margit Kaffka, Géza Csáth, Viktor Cholnoky, Oszkár Gellért, en febrero Gyula Juhász, en marzo Dezső Kosztolányi, Béla Balázs, Ernő Szép Mihály Babits en noviembre y Árpád Tóth en diciembre.
Ellos forman la primera generación completada con Zsigmond Móricz, el primer descubrimiento.
Pueden distinguirse cuatro etapas mayores en la historia de la revista.
La primera duró hasta el comienzo de la Primera Guerra Mundial, la segunda hasta la caída de la República de los Consejos, la tercera comprendía los años 1920 y la cuarta puede asociarse a la redacción de Babits.

### Durante la guerra
Los creadores de Nyugat durante la I guerra mundial, defendieron lo humano desde el principio.
Sólo entonces se convirtió la revista en auténtico campamento.
Se publicaron ensayos antibélicos y poesías como la de Babits titulada Húsvét előtt y su estudio de Kant en otoño de 1918 por la paz mundial.
Después estalló la revolución de las rosas de otoño.
En enero de 1919 falleció Ady, sacudiendo su muerte al público y la redacción.
Zsigmond Móricz lo despidió.
En tiempos de la República de Consejos la amenaza de cierre planeaba sobre Nyugat.
En el primer número tras la caída de la República de Consejos puede verse la censura de la dictadura militar rumana.
Nyugat reinició su andadura en noviembre de 1919.

### De 1920 a 1933
En los años 1920 el espíritu de la revista puede a grandes rasgos clasificarse como unitario.
Osvát dimitió en 1919 de la redacción, ocupando Babits su puesto.
Ignotus ya durante el gobierno de Carlos viajó a Suiza pero siguió dando su nombre.
La poesía de Ady a finales de los años 1920 se hizo más y más accesible, así es comprensible que cuando Kosztolányi "se vengó" con octavillas por los viejos agravios, Nyugat se le enfrentó unánimemente.
En los años 1920 entró la segunda generación Lőrinc Szabó, Zoltán Zelk, Áron Tamási, Endre Gelléri Andor.
Se fijaron especialmente en el descubrimiento de poetas y escritores atrapados en Transilvania, en la prosa admitieron experimentos tales como el realismo mágico de Gelléri.
En 1929 se produjo la crisis económica mundial, ese mismo año Osvát se suicidó.
Móricz salvó la revista del cierre.
Saldaría los impuestos pendientes hasta 1931 a cambio del puesto de redactor.
Babits, quien en 1929 había ganado el premio Baumgarten aspiraba al mismo cargo.
Ambos se hicieron redactores pero no coincidían en todo.
Había entre ellos un sinfín de tira y afloja; el número de noviembre no se publicó por ello.
Acordaron que la poesía y crítica serían competencia de Babits y la prosa la de Móricz.
A principios de los años 1930 la tirada retrocedió significativamente de nuevo, en 1933 la bancarrota amenazaba ya a la familia de Móricz.
Móricz abandonó la revista y Babits se hizo con un papel tal como el que en su día tuvieron Kazinczy o Vörösmarty.

### Los años 1930
Babits se convirtió por tanto en la personalidad decisiva de la literatura húngara.
Como redactor también surgió el nombre de Oszkár Gellért, sin embargo su papel no fue tan significativo.
El nombre de Babits se asoció al de Nyugat.
La prosa en esa década fue relegada a un segundo plano: Babits así como Kosztolányi abandonaron la experimentación con las novelas, y en 1933 murió Krúdy.
Se publicaron innumerables polémicas, encuestas y poemas. 
La entrante tercera generación también estaba en su mayor parte compuesta por poetas: Sándor Weöres, Zoltán Jékely, István Vas.
La revista bisemanal de 1935 se convirtió finalmente en mensual.
En 1941 Hungría entró en guerra, Babits falleció.
Ya que el permiso para publicar estaba exclusivamente a su nombre, Nyugat cerró.
Magyar Csillag redactada por Gyula Illyés puede considerarse la sucesora de Nyugat.

### En húngaro
- A magyar irodalom története, Akadémiai Kiadó, Bp, 1965.
- Kulcsár-Szabó Ernő: A kettévált modernség nyomában
- Zoltán Kenyeres: Nyugat y su época

- A Nyugat archívuma
- Buda Attila: A Nyugat Kiadó vázlatos története
- 100 ÉVES A NYUGAT (1908-2008)
- Az OSZK Nyugat-honlapja
- Szerkesszünk Nyugatot! (A Petőfi Irodalmi Múzeum interaktív játéka)

- Datos: Q661916
- Multimedia: Nyugat journals / Q661916